# مرتضی فلاحتی
مرتضی فلاحتی (انگلیسی: Morteza Falahati؛ زادهٔ ۲۱ مارس ۱۹۸۹) بازیکن فوتبال سابق فوتبال اهل ایران است.
از باشگاه‌هایی که در آن بازی کرده‌است می‌توان به باشگاه هایسیاه‌جامگان مشهد، ابومسلم مشهد، و ملوان بندر انزلی اشاره کرد.